# Иодноватая кислота
Иоднова́тая кислота́ — химическое соединение с формулой HIO3, сильная одноосновная кислота, где иод находится в степени окисления +5. Бесцветное кристаллическое вещество, со стеклянным блеском и горьковато-кислым вкусом, устойчивое при обычной температуре. Легко образуется в кристаллическом состоянии в виде трёх различных, не переходящих друг в друга форм ромбической сингонии. При нормальных условиях термодинамически стабильна и существует в свободном состоянии, в отличие от гомологичных бромноватой (HBrO3) и хлорноватой (HClO3) кислот.

## Химические свойства
Иодноватая кислота хорошо растворима в воде, в концентрированных растворах проявляется её склонность к полимеризации и устанавливается равновесие:
{\displaystyle {\mathsf {nHIO_{3}\rightarrow (HIO_{3})_{n},\ n=2,\ 3}}}
При медленном нагревании она частично плавится при 110 °C, частично образует ангидроиодноватую кислоту HI3O8.
При нагревании до 230 °C HIO3 теряет воду с образованием порошка иодноватого ангидрида I2O5, обладающего сильными окислительными свойствами, который растворяется в воде, вновь образуя иодноватую кислоту:
{\displaystyle {\mathsf {2HIO_{3}\rightarrow I_{2}O_{5}+H_{2}O}}}
Иодноватая кислота — сильная одноосновная кислота, обладает окислительными свойствами: E0(HIO3/I2) = 1,19 В.
{\displaystyle {\mathsf {HIO_{3}+5HI\rightarrow 3I_{2}+3H_{2}O}}}

## Физические свойства
Осаждается из кислых растворов в виде кристаллов α-HIO3 ромбической сингонии, пространственная группа P212121, параметры ячейки a = 0,55448(3) нм, b = 0,58829(3) нм, c = 0,77434(4) нм, Z = 4, d = 4,64 г/см3 (исследована также её дейтерированная форма α-DIO3). Известны также другие полиморфы: 
- γ-HIO3 (ромбическая сингония, пространственная группа Pbca, параметры ячейки a = 0,56392(3) нм, b = 0,61110(4) нм, c = 0,150716(9) нм, Z = 8, d = 4,50 г/см3)[4];
- δ-HIO3 (ромбическая сингония, пространственная группа P212121, параметры ячейки a = 0,844504(13) нм, b = 0,695785(13) нм, c = 0,449753(10) нм, Z = 4, d = 4,421 г/см3)[1].

## Иодаты
Соли иодноватой кислоты называют иодатами. Иодаты разлагаются только выше 400 °C. Они обладают сильными окислительными свойствами. При взаимодействии с иодидами в кислой среде иодаты выделяют элементный иод.

## Получение
Получают в водных растворах при окислении иода хлором, пероксидом водорода либо дымящей азотной кислотой:
{\displaystyle {\mathsf {I_{2}+5Cl_{2}+6H_{2}O\rightarrow 2HIO_{3}+10HCl}}}
{\displaystyle {\mathsf {I_{2}+5H_{2}O_{2}\rightarrow 2HIO_{3}+4H_{2}O}}}
{\displaystyle {\mathsf {I_{2}+10HNO_{3}\rightarrow 2HIO_{3}+10NO_{2}+4H_{2}O}}}
Образуется также при реакции монохлорида иода с водой:
{\displaystyle {\mathsf {5ICl+3H_{2}O\rightarrow 5HCl+HIO_{3}+2I_{2}}}}